# Grande Roue de Paris

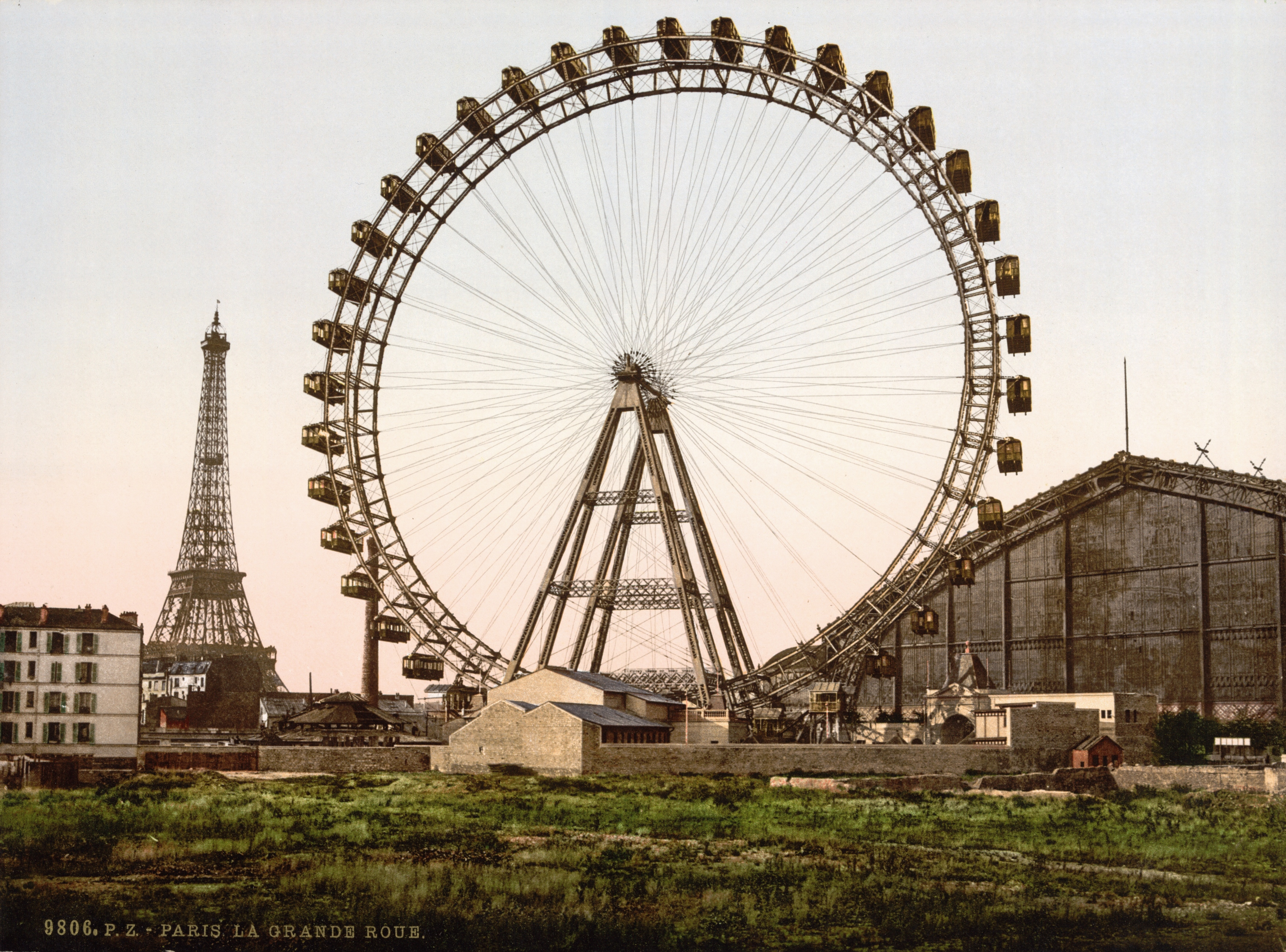
Grande Roue de París, hacia 1900

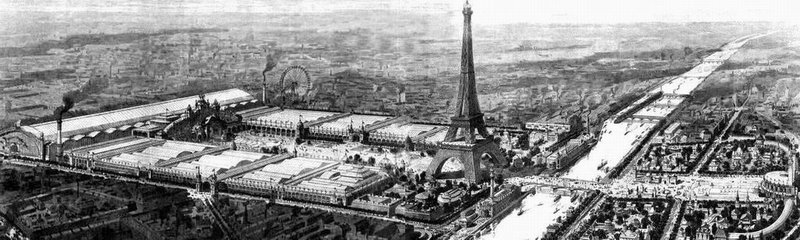
Exposición Universal de 1900, vista desde el nornoreste

La Grande Roue de París era una noria de 96 m de altura construida en 1900 para la Exposición Universal de 1900 en París. 
Fue la noria más alta del mundo cuando se inauguró.
Théodore Vienne, el industrial fundador de la carrera ciclista París-Roubaix, era dueño y director de La Grande Roue de París.
Fue desmontada en 1920-1922, y muchos ropavejeros utilizaron los restos del desguace para montar allí sus tenderetes. Con el paso del tiempo, se convirtió en un mercadillo de productos de segunda mano y de objetos antiguos, actualmente conocido como el "Pueblo Suizo" de París. Las cabinas de los pasajeros eran tan grandes, que fueron desmontadas de la rueda y utilizadas como casas por familias francesas cuando la región quedó devastada durante la Primera Guerra Mundial. Los restos de la rueda fueron finalmente convertidos en chatarra en 1937. Tuvieron que pasar casi 90 años para que se construyera una noria más alta, la Cosmo Clock 21 (con 107,5 metros de altura), situada en Japón.[cita requerida]